# The Paths of King Nikola 2005
The Paths of King Nikola 2005, undicesima edizione della corsa, valida come evento del circuito UCI Europe Tour 2005 categoria 2.2, si svolse in cinque tappe dal 23 al 26 marzo 2005 con partenza da Tivat ed arrivo a Cattaro per un percorso totale di 590 km. Fu vinta dallo sloveno Mitja Mahorič, che terminò la gara in 16 ore 24 minuti e 43 secondi alla media di 35,94 km/h.
Al traguardo finale di Cattaro 55 ciclisti conclusero la gara.

## Tappe
| Tappa  | Data     | Percorso                              | km  | Vincitore di tappa | Leader cl. generale |
| ------ | -------- | ------------------------------------- | --- | ------------------ | ------------------- |
| 1ª     | 23 marzo | Tivat > Dulcigno                      | 86  | Normunds Lasis     | Normunds Lasis      |
| 2ª     | 23 marzo | Dulcigno > Antivari (cron. a squadre) | 27  | Perutnina Ptuj     | Aldo Ino Ilešič     |
| 3ª     | 24 marzo | Antivari > Antivari                   | 167 | Normunds Lasis     | Aldo Ino Ilešič     |
| 4ª     | 25 marzo | Antivari > Antivari                   | 167 | František Raboň    | Mitja Mahorič       |
| 5ª     | 26 marzo | Antivari > Cattaro                    | 143 | Ivan Stević        | Mitja Mahorič       |
| Totale | Totale   | Totale                                | 590 |                    |                     |

## Squadre partecipanti
| N.    | Cod. | Squadra                       |
| ----- | ---- | ----------------------------- |
| 1-6   | PER  | Perutnina Ptuj                |
| 7-12  | SCG  | Serbia e Montenegro           |
| 13-18 | ALB  | Albania                       |
| 19-24 |      | Ciklomont-Mix                 |
| 25-30 | HAB  | Hemus 1896-Aurora 2000 Berchi |
| 31-36 |      | Profiline                     |
| 37-42 | ZPS  | CK ZP Sport A.S. Podbrezova   |
| 43-48 | SAK  | Sava                          |
| 49-54 | KNF  | Knauf Team                    |
| 55-60 | LEG  | Legia-Bazyliszek              |

| N.      | Cod. | Squadra               |
| ------- | ---- | --------------------- |
| 61-66   | PSK  | PSK Whirlpool         |
| 73-78   |      | Burgas                |
| 79-84   | TUR  | Turchia               |
| 85-90   |      | Team Makedonia-Velo   |
| 91-96   |      | P-Nivo-Betonexpressz  |
| 97-102  | BEC  | B&E Cycling Team      |
| 103-108 | AER  | Aerospace Engeenering |
| 109-114 |      | Puris-Kamen           |
| 115-120 | RBT  | Rietumu Bank          |
| 121-126 |      | Dinamo-Saunier Duval  |

## Dettagli delle tappe

### 1ª tappa
- 23 marzo: Tivat > Dulcigno – 86 km

Risultati
| Pos. | Corridore          | Squadra        | Tempo    |
| ---- | ------------------ | -------------- | -------- |
| 1    | Normunds Lasis     | Rietumu Bank   | 2h14'22" |
| 2    | Krzysztof Jeżowski | Knauf Team     | s.t.     |
| 3    | Aldo Ino Ilešič    | Perutnina Ptuj | s.t.     |

| Pos. | Corridore          | Squadra        | Tempo    |
| ---- | ------------------ | -------------- | -------- |
| 1    | Normunds Lasis     | Rietumu Bank   | 2h14'12" |
| 2    | Krzysztof Jeżowski | Knauf Team     | a 4"     |
| 3    | Aldo Ino Ilešič    | Perutnina Ptuj | a 6"     |

### 2ª tappa
- 23 marzo: Dulcigno > Antivari – Cronometro a squadre – 27 km

Risultati
| Pos. | Squadra        | Tempo  |
| ---- | -------------- | ------ |
| 1    | Perutnina Ptuj | 38'44" |
| 2    | Sava           | a 35"  |
| 3    | Knauf Team     | s.t.   |

| Pos. | Corridore         | Squadra        | Tempo    |
| ---- | ----------------- | -------------- | -------- |
| 1    | Aldo Ino Ilešič   | Perutnina Ptuj | 2h53'02" |
| 2    | Hrvoje Miholjević | Perutnina Ptuj | a 4"     |
| 3    | Massimo Demarin   | Perutnina Ptuj | s.t.     |

### 3ª tappa
- 24 marzo: Antivari > Antivari – 167 km

Risultati
| Pos. | Corridore       | Squadra        | Tempo    |
| ---- | --------------- | -------------- | -------- |
| 1    | Normunds Lasis  | Rietumu Bank   | 4h41'46" |
| 2    | Aldo Ino Ilešič | Perutnina Ptuj | s.t.     |
| 3    | Pavel Zitta     | Psk Whirlpool  | s.t.     |

| Pos. | Corridore         | Squadra        | Tempo    |
| ---- | ----------------- | -------------- | -------- |
| 1    | Aldo Ino Ilešič   | Perutnina Ptuj | 7h34'48" |
| 2    | Mitja Mahorič     | Perutnina Ptuj | a 8"     |
| 3    | Hrvoje Miholjević | Perutnina Ptuj | a 10"    |

### 4ª tappa
- 25 marzo: Antivari > Antivari – 167 km

Risultati
| Pos. | Corridore         | Squadra       | Tempo    |
| ---- | ----------------- | ------------- | -------- |
| 1    | František Raboň   | Psk Whirlpool | 4h33'04" |
| 2    | Zoltan Remak      | CK ZP Sport   | s.t.     |
| 3    | Anatoliy Varvaruk | Puris-Kamen   | s.t.     |

| Pos. | Corridore     | Squadra        | Tempo     |
| ---- | ------------- | -------------- | --------- |
| 1    | Mitja Mahorič | Perutnina Ptuj | 12h08'01" |

### 5ª tappa
- 26 marzo: Antivari > Cattaro – 143 km

Risultati
| Pos. | Corridore         | Squadra     | Tempo    |
| ---- | ----------------- | ----------- | -------- |
| 1    | Ivan Stević       | Serbia      | 4h14'03" |
| 2    | Boris Premuzic    | Sava        | a 2'21"  |
| 3    | Anatoliy Varvaruk | Puris-Kamen | a 2'23"  |

| Pos. | Corridore         | Squadra        | Tempo     |
| ---- | ----------------- | -------------- | --------- |
| 1    | Mitja Mahorič     | Perutnina Ptuj | 16h24'43" |
| 2    | Hrvoje Miholjević | Perutnina Ptuj | a 31"     |
| 3    | Valter Bonka      | Sava           | a 37"     |

## Classifiche finali

### Classifica generale
| Pos. | Corridore           | Squadra        | Tempo     |
| ---- | ------------------- | -------------- | --------- |
| 1    | Mitja Mahorič       | Perutnina Ptuj | 16h24'43" |
| 2    | Hrvoje Miholjević   | Perutnina Ptuj | a 31"     |
| 3    | Valter Bonka        | Sava           | a 37"     |
| 4    | František Raboň     | Psk Whirlpool  | a 50"     |
| 5    | Zoltan Remak        | CK ZP Sport    | a 59"     |
| 6    | Olegs Melehs        | Rietumu Bank   | a 1'04"   |
| 7    | Martin Prezdnovsky  | CK ZP Sport    | a 1'30"   |
| 8    | Jaroslaw Welniak    | Legia          | a 1'35"   |
| 9    | Svetoslav Tchanliev | Burgas         | a 2'05"   |
| 10   | Anatolij Varvaruk   | Puris-Kamen    | a 2'08"   |